# ローズ地球宇宙センター

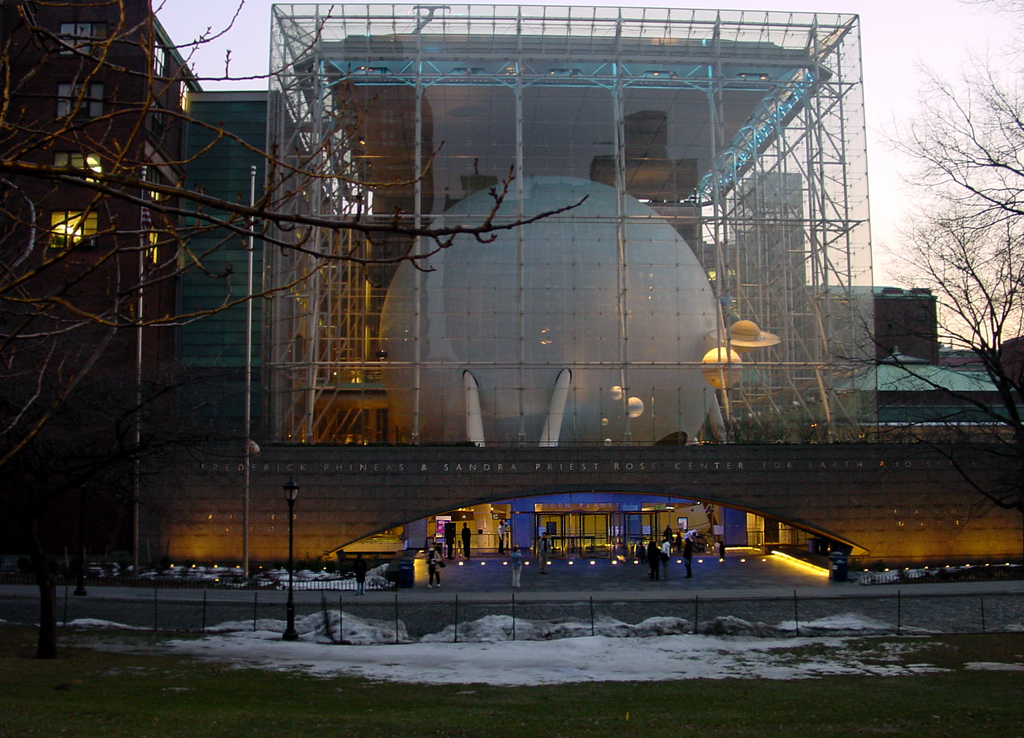
ローズ地球宇宙センター

ローズ地球宇宙センター（ローズちきゅううちゅうセンター、英語: The Rose Center for Earth and Space）は、米国ニューヨーク市のアメリカ自然史博物館の一部で、正式名称はフレデリック・フィニアス＆サンドラ・プリースト・ローズ地球宇宙センターである。正面入り口は、マンハッタンのアッパー・ウエスト・サイドにあるセントラル・パーク・ウエスト近くの81番街にある博物館の北側にある。2000 年に完成し、新しいヘイデン・プラネタリウムがセンターの一部となり、このプラネタリウムは1935 年にオープンし、1997年に一時閉鎖されていた。物理学者ニール・ドグラース・タイソンが、最初で現在まで唯一のセンター長である。

## 新建物
新建物はポルシェック＆トッド・シュリーマン（Polshek & Todd Schliemann）設計事務所によって設計されたもので、6階建ての高さのガラス立方体で構成され（27 m)、照らされたヘイデン球体を取り囲んでおり、実際にはトラス構造で支えられているが、浮遊しているように見える。設計事務所はこの作品を「宇宙の大聖堂」と呼んでいる。

## ヘイデン・プラネタリウム

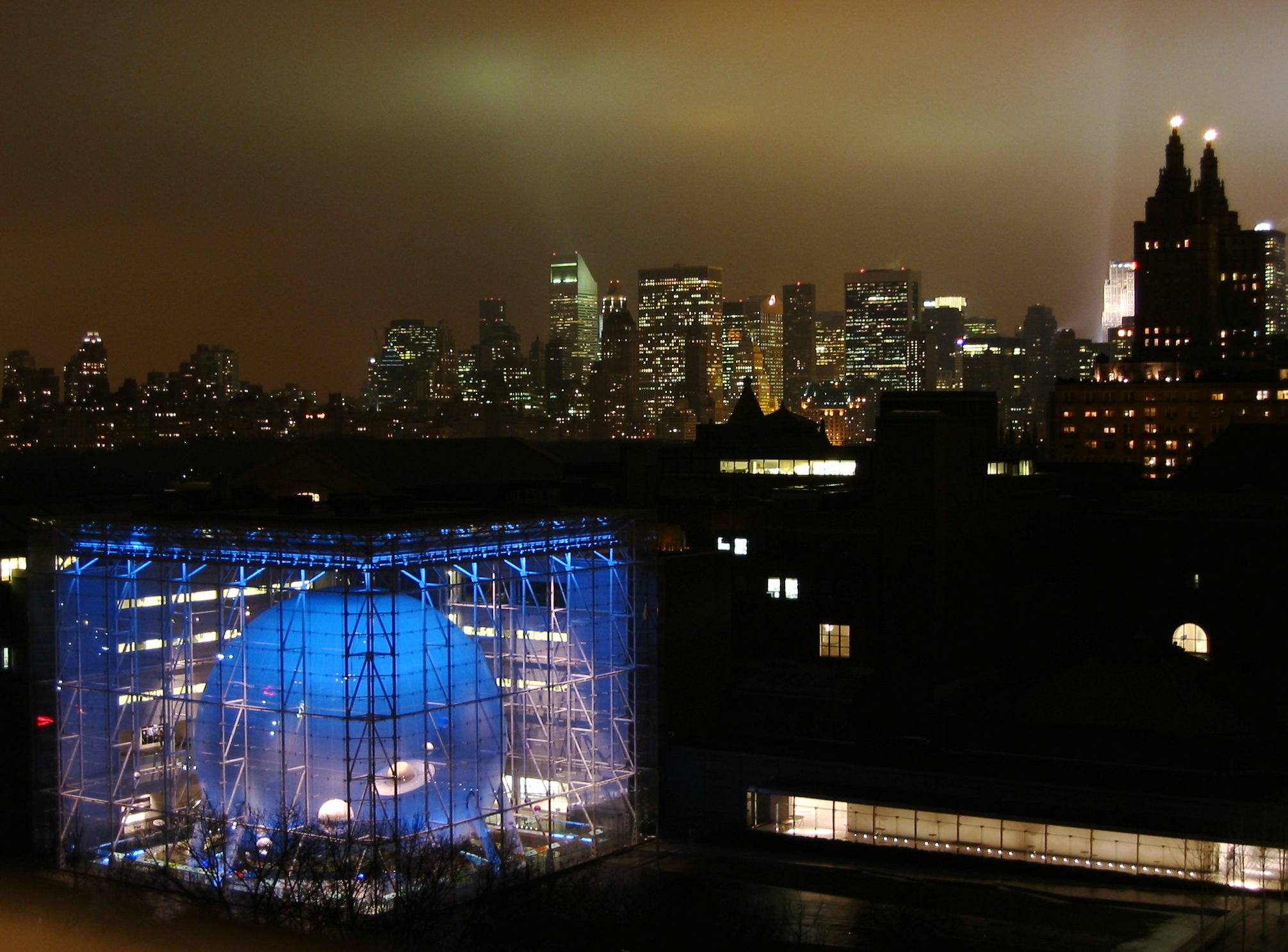
夜のヘイデン・プラネタリウム

ヘイデン・プラネタリウムは、1930年代からの歴史がある施設である。2000年2月よりプラネタリウムはローズ地球宇宙センターの2つのアトラクションの内の1つである。ヘイデン・スフェアの球の上半分のドームは最新の天体物理学のデータに基づく高解像度の全天周映像投影のスター・シアターである。カール・ツァイスの恒星投影機によって地球から見た正確な夜空が再現される。球の下半分のドームはビッグバン・シアターでビッグバンで4分間で起こったことを再現する。プラネタリウムシアターを去った観客が宇宙の大きさを実感することを企図している。宇宙に関する理解を深める展示が随所に仕込まれている。

## アーサー・ロス・テラス
アーサー・ロス・テラス（Arthur Ross Terrace）は、駐車場の屋上に置かれたスペースで、ローズ・センターのもう1つのアトラクションである。

## 歴史
- 1935年 - ヘイデンプラネタリウムは建築家であるTrowbridge & Livingstonが設計して復興院からの650,000ドルの借り入れとチャールズ・ヘイデンから150,000ドルの寄付により建設された。宇宙と天体に関する市民の関心と理解を深めることを目的としている。
- 1960年 - ツアイス Mark IV 投影機が導入される
- 1973年 - ツァイス Mark VI 投影機と新しい座席が導入される。
- 1979年 - マンハッタンの背景が加えられる。
- 1997年 - 元のヘイデン・プラネタリウムは閉鎖され6月に民営化される
- 1999年 - 新しい改良されたツァイス Mark IX 投影機が8月に導入される。シリコングラフィックスのスーパーコンピューターでリアルタイムに創製される宇宙の3次元映像を投影するデジタル式ドーム投影システムが導入される。
- 2000年 - 2月19日にポルシェックが設計、監督した地球と地球宇宙ローズセンターが一般公開される。